# Étienne Cochard de Chastenoye
Étienne Cochard de Chastenoye est un militaire et administrateur colonial français du XVIIIe siècle. Il est gouverneur de Saint-Domingue par intérim à trois reprises. 

## Biographie
Lieutenant à Saint-Domingue en 1695, il est promu capitaine en 1698, avant d'être nommé Major à Léogâne en 1713 puis au Cap-Français l'année suivante. Lieutenant de roi au Cap en 1717, il est nommé gouverneur de la ville en 1723. Il est Gouverneur général de Saint-Domingue par intérim une première fois entre le 4 février et le 8 octobre 1732, à nouveau entre le mois de juillet 1737 et le 11 novembre 1737 puis une troisième et dernière fois entre le 19 novembre 1746 et le 12 août 1748.
Le 22 mars 1748, il est défait dans la forteresse de Saint-Louis-du-Sud par une escadre britannique commandée par l'amiral Charles Knowles.